# Chiesa di San Pietro (Savona)
La chiesa di San Pietro si trova in via Untoria, in una parte del sopravvissuto centro storico medievale di Savona nei pressi dell'antica Porta Bellaria.

## Storia
I Padri Carmelitani Scalzi che dal 1628 si trovavano a Savona, nel 1677, grazie ad un lascito di 15.000 scudi di moneta romana da parte di mons. Francesco Raimondo (protonotaro apostolico e chierico della reverenda Camera pontificia), terminarono di costruire una chiesa in via Untoria dedicata alla
Madonna del carmelo, attigua al loro convento. Nel 1802 vi fu trasferito il titolo parrocchiale della chiesa di San Pietro Vicina al porto a seguito della sua demolizione (le sue strutture sono oggi visibili alla fine di via Pia all'incrocio con via Sansoni prima dell'Archivolto G. Savonese). Questa antica chiesa di San Pietro dal 1543 al 1556 supplì la cattedrale (distrutta dai genovesi con l'antica città sul Priamàr). Dal 1684 l'attuale chiesa di San Pietro fu eretta in Arcipretura.

## Struttura e opere d'arte

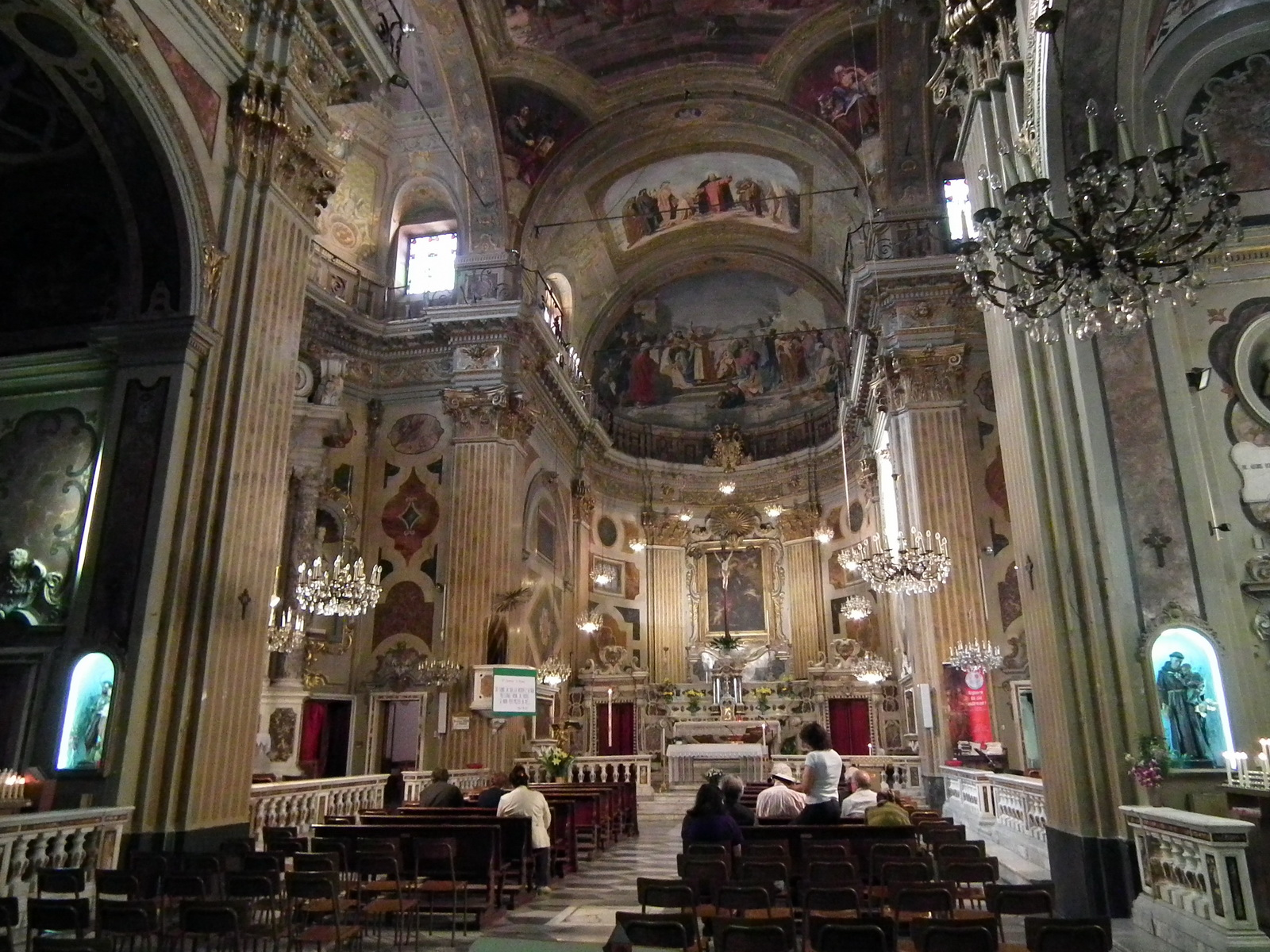
L'interno

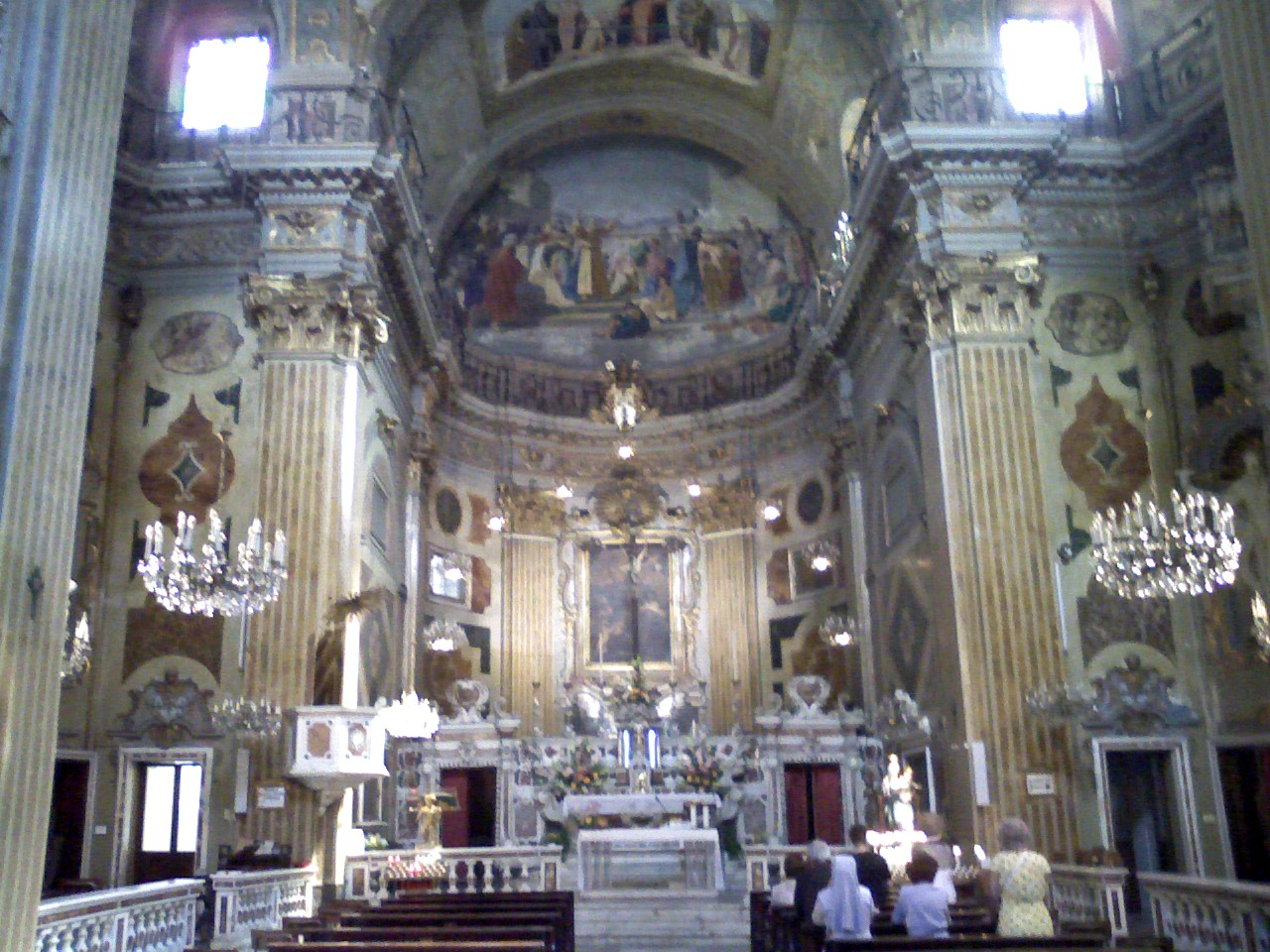
L'altare maggiore

L'edificio è lungo 30 metri e largo 16 a navata unica in stile barocco, abside con coro ligneo e quattro altari laterali; fu progettato dall'architetto savonese Battista Testa e realizzata dal perito della Serenissima Repubblica di Genova dal 1644. Caratteristica peculiare della chiesa è l'assenza di una cupola sormontante l'altare. Ciò fu dovuto ad una precisa imposizione da parte dell'autorità militare genovese, allo scopo di poter avere, dall'interno della vicina fortezza del Priamar, una vista senza intralcio dell'abitato cittadino. L'interno si presenta riccamente affrescato e dorato per opera di Gerolamo Brusco, di Domenico Buscaglia e di Pietro Delucchi. Vi sono conservate tele di Domenico Parodi, Agostino Ratti e Domenico Piola. L'organo, utilizzato anche per concerti, fu costruito dai Fratelli Agati nel 1857 e restaurato nel 1973 dalla ditta Corno di Bernate di Arcore (Mi).
L'affresco del catino, che rappresenta la predicazione di San Pietro, e quello sopra il presbiterio, che raffigura la Consegna delle Chiavi, sono del savonese Lazzaro De Maestri. Nell'abside troviamo un quadro della Vergine del Carmelo opera di Domenico Piola (1627-1703). La prima cappella a destra è dedicata a Sant'Andrea Avellino e presenta un quadro, opera di Gerolamo Brusco (1742-1820). La seconda cappella a destra è
dedicata a Santa Teresa d'Avila e contiene una tela sull'Estasi (Trasverberazione), opera del genovese Domenico Parodi (1630-1702). La prima cappella a sinistra è dedicata a San Giovanni della Croce, riformatore del Carmelo, vi si conserva una tela del savonese Agostino Ratti (1699-1775). La seconda cappella a sinistra è dedicata a Sant'Anna; vi si trova un quadro raffigurante la Sacra Famiglia, opera dello stesso A. Ratti, il cui bozzetto è possibile ammirare presso la Pinacoteca Civica di Savona. Nel presbiterio, è stato realizzato nel 1989 un altare in
marmo sorretto da colonne in plexiglas, opera dell'architetto Giovanni Grossi-Bianchi di Genova.
Gli stucchi sulla movimentata facciata esterna furono realizzati nella seconda metà del XIX secolo da Stefano Brilla.